# Episodi di Ju-on: Origins
La prima stagione della serie televisiva Ju-on: Origins, composta da sei episodi, è stata distribuita internazionalmente su Netflix il 3 luglio 2020. In Italia è stata pubblicata in lingua originale sottotitolata.
| nº | Titolo originale | Titolo italiano | Pubblicazione originale |
| -- | ---------------- | --------------- | ----------------------- |
| 1  |                  | Episodio 1      | 3 luglio 2020           |
| 2  |                  | Episodio 2      | 3 luglio 2020           |
| 3  |                  | Episodio 3      | 3 luglio 2020           |
| 4  |                  | Episodio 4      | 3 luglio 2020           |
| 5  |                  | Episodio 5      | 3 luglio 2020           |
| 6  |                  | Episodio 6      | 3 luglio 2020           |

## Episodio 1
- Titolo originale:
- Diretto da: Sho Miyake
- Scritto da: Hiroshi Takahashi, Taka Ichise

### Trama
Nel 1988, l'investigatore del paranormale Yasuo Odajima partecipa a un talk show con l'attrice Haruka Honjo, che racconta di una sua esperienza con il soprannaturale. Il fidanzato di Haruka, Tetsuya Fukazawa, è in cerca di una casa in cui trasferirsi dopo il matrimonio. Dopo aver visitato una casa, una donna vestita di bianco con un bambino inizia a perseguitarlo. Nel frattempo, la studentessa Kiyomi Kawai si trasferisce in una nuova scuola ed è invitata dai suoi nuovi amici, Yoshie Minakami e Mai Hyodo, a recarsi nella stessa casa visitata da Tetsuya. Le ragazze vengono raggiunte da Yudai Katsuragi, uno studente di una scuola vicina. Una volta raggiunta la casa viene rivelato che Yudai ha intenzione di violentarla.

## Episodio 2
- Titolo originale:
- Diretto da: Sho Miyake
- Scritto da: Hiroshi Takahashi, Taka Ichise

### Trama
Mentre Yudai violenta Kiyomi, Yoshie scatta delle foto per ricattarla, in modo da non farle denunciare l'atto. Durante l'evento, Mai scompare. Kiyomi incontra la donna vestita di bianco e urla, ma quando Yudai la raggiunge, improvvisamente si concede a lui, apparentemente posseduta dalla donna. Il trio esce di casa senza trovare Mai. Nei giorni successivi, Kiyomi strappa le foto dello stupro prima di uscire con Yudai. Yoshie segue una pista per trovare Mai e finisce in un night club. Incontra Mai, che la conduce in un luogo sconosciuto. Kiyomi induce la sua insegnante, Noguchi, a fare sesso con Mina e minaccia Yudai di denunciare lo stupro se non avesse ucciso Mina. Nel frattempo, Haruka partecipa al funerale di Tetsuya, morto misteriosamente.

## Episodio 3
- Titolo originale:
- Diretto da: Sho Miyake
- Scritto da: Hiroshi Takahashi, Taka Ichise

### Trama
Nel 1994, Kiyomi e Yudai hanno cambiato identità, si sono sposati e hanno un figlio di cinque anni, Toshiki. Yudai abusa di Toshiki e spesso lo picchia, attirando l'attenzione dell'agente per la protezione dei bambini Kimie Ariyasu. Un anno dopo, Odajima chiede a Haruka informazioni sull'ubicazione della casa maledetta. Haruka decide di riprendere il caso e fa visita a Michiko, che accetta di eseguire una seduta spiritica. Nonostante riesca ad individuare la casa, avverte le due donne di non entrarci. La casa ha dei nuovi abitanti, una coppia di nome Nobuhiko e Keiko Haida. Nobuhiko tradisce Keiko con Chie Masaki, una donna incinta. A loro insaputa, il marito di Chie, Keiichi, li sta spiando da un po'. Yudai colpisce Toshiki con un telefono, mandandolo in stato vegetativo.

## Episodio 4
- Titolo originale:
- Diretto da: Sho Miyake
- Scritto da: Hiroshi Takahashi, Taka Ichise

### Trama
Odajima, Haruka e Kimie tentano di risolvere il caso della casa infestata. Odajima afferma di aver vissuto in quella casa in passato e di aver scritto un libro al riguardo dopo che la sua famiglia morì non molto tempo dopo esservisi trasferita. Prima di allora, la casa era abitata da un uomo di nome Hiroshi Sunada, che violentò una donna. La donna lo uccise e diede alla luce il loro bambino, successivamente scomparso. Nobuhiko e Chie pianificano di uccidere i rispettivi coniugi in modo che possano stare insieme. Chie droga Keiichi in modo che lei possa ucciderlo e rivela che il padre del suo bambino è Nobuhiko. Keiichi si difende, ha la meglio su Chie e la uccide. Taglia il suo grembo, prende il feto non ancora nato e si reca alla residenza di Haida, dove Nobuhiko si è suicidato dopo aver ucciso Keiko. Keiichi seppellisce il feto nel cortile della casa. Una donna sconosciuta lo invita a cena e scopre che il grembo di Chie contiene adesso un telefono che squilla. Keiichi si costituisce alla polizia, ma viene attaccato dai fantasmi di Chie e dal loro bambino non ancora nato, il quale lo uccide. Nel frattempo, Yudai è perseguitato dallo spirito di Toshiki.

## Episodio 5
- Titolo originale:
- Diretto da: Sho Miyake
- Scritto da: Hiroshi Takahashi, Taka Ichise

### Trama
Yudai fa visita a Kiyomi per chiederle della droga e gli dice che Toshiki non è il loro figlio biologico, ma un bambino che ha adottato dalla casa maledetta. Kiyomi annega Yudai nella vasca da bagno e si reca nella casa. Lì incontra i suoi amici morti da tempo, Yoshie e Mai, che la invitano ad andare con loro. Odajima, Haruka e Kimie continuano a indagare e cercano Kiyomi. Dopo aver trovato il cadavere di Yudai, Odajima, Haruka e il detective Kosaka si recano nella casa e trovano le foto dello stupro di Kiyomi nel soggiorno. Odajima ha delle visioni della sua infanzia, in cui sua sorella, Kazuha, è stata attirata in soffitta dalla donna vestita di bianco, che gli ha dato il suo bambino. Viene rivelato che la casa sembra funzionare oltre i confini dello spazio-tempo, infatti il bambino era Toshiki, il cui rapimento è avvenuto nel passato di Odajima.

## Episodio 6
- Titolo originale:
- Diretto da: Sho Miyake
- Scritto da: Hiroshi Takahashi, Taka Ichise

### Trama
Nel 1997, la casa maledetta fu venduta a Yusaku e Tomoko Morozumi. I due inizialmente rifiutano di dare ascolto all'avvertimento di Odajima sul pericolo della casa, ma in seguito chiedono il suo aiuto dopo aver avuto delle visioni sugli omicidi di Haida, in cui viene rivelato che la donna che aveva invitato Keiichi a cena era Tomoko. Odajima e Haruka convocano Michiko per condurre un'altra seduta spiritica, questa volta nella soffitta della casa. Tomoko è terrorizzata dallo spirito di Sunada e finisce in ospedale. La seduta spiritica di Michiko si conclude con il suo incontro con la donna vestita di bianco, che la fa urlare per l'orrore. Viene poi rivelato che la casa ha un meccanismo nel caso in cui le persone che la abitano non soccombano alla violenza; quando Yusaku tenta di lasciare la casa, esplode spontaneamente. Toshiki si sveglia dal coma e, con sua sorpresa, comunica con Kimie. Haruka seppellisce la cassetta contenente l'intervista del talk show con Odajima nel cortile della casa maledetta. Quando sta per andarsene, Sunada la afferra da dietro.